# سن-ژان-دو-لوز
سن-ژان-دو-لوز (به فرانسوی: Saint-Jean-de-Luz) یک کمون در فرانسه است که در canton of Saint-Jean-de-Luz واقع شده‌است.

## خصوصیات
سن-ژان-دو-لوز ۱۹ کیلومترمربع مساحت و ۱۳٬۷۲۸ نفر جمعیت دارد و ۶ متر بالاتر از سطح دریا واقع شده‌است.